# Cozinheiro Nacional
O Cozinheiro Nacional é um livro de culinária brasileiro publicado no final do século XIX. O livro é a segunda obra de âmbito culinário e gastronômico a ser editada no Brasil. De autoria ainda desconhecida, o colunista Orlando Baumel afirma que "a principal característica do Cozinheiro Nacional foi a de ter um vasto receituário de uma cozinha em tudo brasileira, onde preponderam os ingredientes brasileiros e receitas de influência indígena".